# Estadio Nacional (Peru)
Estadio Nacional is het nationale voetbalstadion van Peru, gevestigd in de hoofdstad Lima. Bijgenaamd Coloso de José Díaz. Het is de thuishaven van het Peruviaans voetbalelftal. De capaciteit van het in 1952 geopende complex is 50.000 toeschouwers (40.000 vaste en 10.000 tijdelijke plaatsen). Het stadion onderging in 2011 een grootscheepse renovatie.

## Ramp 1964
Op 24 mei 1964 kwamen in het stadion 318 mensen om het leven. Dat gebeurde tijdens de kwalificatiewedstrijd voor de Olympische Spelen tussen Peru en Argentinië. Na een niet gegeven strafschop aan gastheer Peru braken er rellen uit in het met 53.000 toeschouwers gevulde stadion. Toeschouwers stormden het veld op, de politie kon niets beginnen. Door traangas en gesloten uitgangen sneuvelden honderden mensen

## Internationale toernooien
Dit stadion was onder meer gastheer van de strijd om de Copa América 2004 en het WK voetbal U17 (2005). De Copa América werd van 6 juli tot en met 25 juli in Peru gespeeld. In dit stadion waren 4 groepswedstrijden, 2 halve finales en de finale tussen Brazilië en Argentinië (2–2), na strafschoppen zou Brazilië het toernooi winnen.
| № | Datum        | Wedstrijd             | Uitslag | Toernooi                         | Toeschouwers |
| - | ------------ | --------------------- | ------- | -------------------------------- | ------------ |
| 1 | 6 juli 2004  | Venezuela – Colombia  | 0 – 1   | Copa América 2004 – groepsfase   | 45.000       |
| 2 | 6 juli 2004  | Peru – Bolivia        | 2 – 2   | Copa América 2004 – groepsfase   | 45.000       |
| 3 | 9 juli 2004  | Colombia – Bolivia    | 1 – 0   | Copa América 2004 – groepsfase   | 35.000       |
| 4 | 9 juli 2004  | Peru – Venezuela      | 3 – 1   | Copa América 2004 – groepsfase   | 43.000       |
| 5 | 20 juli 2004 | Argentinië – Colombia | 3 – 0   | Copa América 2004 – halve finale | 22.000       |
| 6 | 21 juli 2004 | Uruguay – Brazilië    | 1 – 1   | Copa América 2004 – halve finale | 19.000       |
| 7 | 25 juli 2004 | Argentinië – Brazilië | 2 – 2   | Copa América 2004 – finale       | 43.000       |